# Pascale Hugues
Pascale Hugues [ˈyg] (* 1959 in Straßburg) ist eine französische Journalistin und Schriftstellerin.

## Leben
Pascale Hugues war Korrespondentin der Tageszeitung Libération von 1986 bis 1989 in London, danach von 1989 bis 1995 in Bonn und Berlin. Seit 1995 berichtet sie für das Wochenmagazin Le Point aus Deutschland. Außerdem schreibt sie vierzehntäglich für die Berliner Tageszeitung Tagesspiegel die Kolumne Mon Berlin. In unregelmäßigen Abständen publiziert sie auch in der Tageszeitung taz und im Wochenmagazin Der Spiegel.
Sie hat Filme für den deutsch-französischen Fernsehsender Arte gedreht. Für den Film L'est c'est fini über ostdeutsche Jugendliche und den Text In den Vorgärten blüht Voltaire in ihrer Tagesspiegel-Kolumne Mon Berlin wurde sie jeweils mit dem Deutsch-Französischen Journalistenpreis in den Sparten Fernsehen und Presse ausgezeichnet.
1998 erschien in Frankreich ihr erstes Buch mit Reportagen aus Deutschland unter dem Titel Le bonheur allemand (Deutsches Glück).
2008 veröffentlichte sie die Geschichte ihrer Großmütter Marthe und Mathilde, zweier Elsässerinnen, die fast das gesamte 20. Jahrhundert Seite an Seite in Colmar verbracht haben und dabei wegen ihrer familiären Beziehungen zu Deutschland und Frankreich zu bestimmten Zeiten Nachteile erleiden mussten.
2014 erschien ihr Buch La Robe de Hannah, worin sie die Geschichte der Schwäbischen Straße im Berliner Bayerischen Viertel von ihrer Entstehung im Jahr 1904 bis 2014 erzählt. So erzählt sie die Geschichte all der Veränderungen, die Berlin im letzten Jahrhundert durchgemacht hat. 2015 erschien die deutsche Übersetzung unter dem Titel Ruhige Straße in guter Wohnlage.
Pascale Hugues lebt in Berlin, ist mit dem Filmschaffenden Thomas Kufus verheiratet und hat zwei Kinder.

## Werke
- Le bonheur allemand
deutsch von Anja Nattefort: Deutsches Glück – Le bonheur allemand, Reportagen, Deutsche Verlagsanstalt, Stuttgart 1999, ISBN 3-421-05270-0.
- Marthe et Mathilde : L’Histoire vraie d'une incroyable amitié, 1902–2001. Les Arènes, Paris 2008
  - deutsch von Lis Künzli: Marthe und Mathilde, Eine Familie zwischen Frankreich und Deutschland, Rowohlt, 2008, ISBN 978-3-498-00655-6.
- In den Vorgärten blüht Voltaire: Eine Liebeserklärung an meine Adoptivheimat. Rowohlt, 2010, aus dem Französischen von Elisabeth Thielicke und Jens Mühling, ISBN 978-3-499-62622-7.
- La Robe de Hannah. Berlin 1904–2014. Les Arènes, Paris 2014.
deutsch von Lis Künzli: Ruhige Straße in guter Wohnlage – Die Geschichte meiner Nachbarn., Rowohlt, 2015, ISBN 978-3-498-03021-6.
- Was ist das? Chroniques d'une Française à Berlin, Les Arènes, Paris 2017
deutsch von Elisabeth Thielicke: Deutschland à la française. Rowohlt, Reinbek 2017, ISBN 978-3-498-03032-2.
- L’école des filles, Les Arènes, Paris 2021
deutsch von Lis Künzli: Mädchenschule, Rowohlt, 2021, ISBN 978-3-498-00271-8

## Auszeichnungen
- 2002: Deutsch-Französischer Journalistenpreis (Sonderpreis des Deutsch-Französischen Jugendwerks): Pascale Hugues und Michael Hammon für die Reportage Gehen oder bleiben? Jugendliche in Deutschland-Ost, Arte[5]
- 2005: Deutsch-Französischer Journalistenpreis (Kategorie Print) für ihre Kolumne Mon Berlin, Tagesspiegel[5]
- 2006: Chevalier de l’ordre national de Mérite für ihre Verdienste um die deutsch-französischen Beziehungen[6]
- 2013: Literaturpreis Hommage à la France der Stiftung Brigitte Schubert-Oustry Dresden[7]
- 2014: Prix du livre européen (Kategorie Roman) für ihr Buch La robe de Hannah. Berlin 1904–2014[8]
- 2014: Prix Simone Veil für ihr Buch La robe de Hannah.[9]